# Anthene orissica
Anthene orissica är en fjärilsart som beskrevs av Moore 1884. Anthene orissica ingår i släktet Anthene och familjen juvelvingar. Inga underarter finns listade i Catalogue of Life.